# The Heavy Entertainment Tour (Erasure banda soporte)
The Heavy Entertainment Tour es la decimoctava gira del dúo británico Erasure del año 2017 como soporte al show de Robbie Williams con la representación sus temas clásicos más un tema de su nuevo álbum World Be Gone.

## Banda
- Andy Bell (Cantante)
- Vince Clarke (Tecladista, guitarrista)
- Valerie Chalmers (Corista)
- Emma Whittle (Corista)

## Temas interpretados
1. Breath of Life
2. Victim of Love
3. Drama!
4. Love You to the Sky
5. Oh L'Amour
6. Chorus
7. Blue Savannah
8. Love to Hate You
9. Sometimes
10. Stop!
11. Chains of Love
12. A Little Respect